# Спецслужбы КНДР

Эмблема Министерства общественной безопасности КНДР

Шеврон Министерства общественной безопасности КНДР

Спецслужбы КНДР — государственные организации Корейской Народно-Демократической Республики, которые занимаются разведывательной и контрразведывательной деятельностью и ведут иную деятельность в области государственной безопасности.
Основные спецслужбы:
- 35-я комната
- Департамент государственной безопасности КНДР
- Разведывательное управление Генерального штаба КНА[англ.]

## «35-я комната»
Т.н. «35-я комната» (кор. 35호 실) — самая маленькая, но и самая влиятельная спецслужба, причём в сферу её деятельности входит не только Южная Корея, но и другие страны.

## Департамент государственной безопасности КНДР
Департамент государственной безопасности КНДР (кор. 조선민주주의인민공화국 국가보위성) — является главной и самой многочисленной спецслужбой КНДР. В штате состоит около 50 тыс. человек.
В ведении министерства находятся внутренняя и внешняя разведка, контрразведка и политический сыск, однако оно не занимается охраной членов правительства и главы государства, наподобие ФСО РФ.

## Разведывательное управление Генерального штаба КНА
Разведывательное управление Генерального штаба КНА (кор. 정찰총국) — армейская разведка. Отделы:
- политический
- разведывательный отдел (подчиняются пять отдельных разведывательных батальонов)
- радиотехнический отдел (радиоэлектронная разведка)
- обучения и планирования
- морской (в частности, ведает средствами заброски агентов)

## «Отдел связи»
В отличие от других разведок соцстран пара «военная разведка — политическая разведка» заменена на триаду «военная разведка — политическая разведка — партийная разведка». Именно этот «отдел связи» и был партийной разведкой. Сейчас его официально именуют «Социально-культурным отделом».
В состав Социально-культурного отдела входят:
- четыре региональных сектора, каждый из которых занимается операциями в том или ином регионе Южной Кореи
- сектор, который курирует общенациональные структуры
- несколько технических секторов
- несколько внешнеторговых компаний, которые призваны обеспечивать его необходимой для операций валютой.

## Отдел единого фронта
Занимается пропагандой на территории Южной Кореи.
- Сбрасывает с помощью аэростатов на территорию Южной Кореи около 100 тысяч листовок
- из приграничного Кэсона вещает якобы «подпольная южнокорейская» радиостанция «Голос спасения Родины»
- широко проводятся индивидуальные операции по идеологической обработке южнокорейских оппозиционеров